# Inger Nilsson
Karin Inger Monica Nilsson (Kisa, Östergötland, 4 de mayo de 1959) es una actriz sueca. Fue muy conocida por su papel protagonista en la serie de televisión Pippi Långstrump.

## Carrera

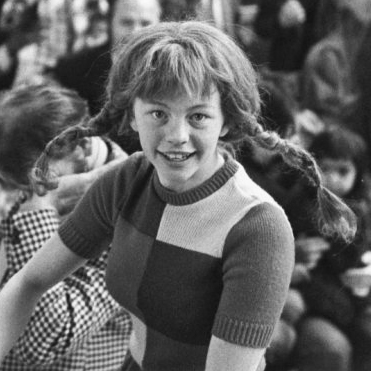
Inger Nilsson como Pippi Långstrump en Ámsterdam (1972).

Su carrera empezó muy temprano, cuando tenía diez años, interpretando el papel de Pippi Långstrump que le conseguiría fama mundial y estancaría en buena medida su carrera, limitándose después de Pippi a tres papeles más hasta nuestros días (excluyendo roles teatrales). A pesar de haber limitado tanto su carrera, dice no lamentar haber interpretado a este personaje infantil.
Fue la intérprete de la canción de la serie televisiva y las películas en su idioma materno y también en finlandés, idioma que no habla. En 1978 grabó un disco que no tuvo mucho éxito de ventas. 
Desde entonces ha trabajado con varios grupos de teatro libre, incluyendo Kronobergsteatern de Växjö, Friluftsteatern de Södertälje, Lisebergsteatern de Göteborg y Konstparadiset de Falun. En 2000 el director suizo Xavier Koller la convenció de tomar un papel en su filme Gripsholm, basado en una novela de Kurt Tucholsky. Desde 2006 interpreta el papel de la médica forense Ewa en la versión televisiva alemana de las historias policiales de la autora sueca Mari Jungstedt.

Debo de ser la única persona en Suecia que no ha leído Pippi Calzaslargas.
Inger Nilsson.

## Filmografía
- 1969 - Pippi Langstrump (serie de televisión)
- 1969 - Pippi Longstocking
- 1969 - Pippi Goes on Board
- 1970 - Pippi in the South Seas
- 1970 - Pippi on the Run
- 2000 - Gripsholm
- 2007 - Der Kommissar und das Meer

## Premios
En 1974 Inger recibió el Premio TP de Oro al Personaje más popular por su papel de Pipi Calzaslargas en la serie de televisión.